# Agriocnemis gratiosa
Agriocnemis gratiosa är en trollsländeart som beskrevs av Gerstaecker 1891. Agriocnemis gratiosa ingår i släktet Agriocnemis och familjen dammflicksländor. IUCN kategoriserar arten globalt som livskraftig. Inga underarter finns listade i Catalogue of Life.